# Championnat de Roumanie de football 1985-1986
Navigation
Saison précédente Saison suivante
La saison 1985-1986 du Championnat de Roumanie de football était la 68e édition de la première division roumaine. Le championnat rassemble les 18 meilleures équipes du pays au sein d'une poule unique, où chaque club rencontre tous ses adversaires 2 fois, à domicile et à l'extérieur.
C'est le club du Steaua Bucarest, tenant du titre, qui termine en tête du championnat et remporte le 11e titre de champion de Roumanie de son histoire. Le Steaua réussit un doublé inédit championnat-Coupe d'Europe puisque le 7 mai 1986, ils battent le FC Barcelone en finale de la Coupe d'Europe des clubs champions (0-0, 2-0 tab). Ce succès reste à ce jour[Quand ?] le seul pour un club roumain dans une compétition européenne.

## Les 18 clubs participants
| - Dinamo Bucarest - FC Bihor Oradea - FC Petrolul Ploiești - Promu de Divizia B - Steaua Bucarest - ASA Târgu Mureș - Sportul Studențesc Bucarest - Chimia Râmnicu Vâlcea - Universitatea Craiova - FC Gloria Buzău | - FC Brașov - FC Argeș Pitești - FC Olt Scornicești - SC Bacău - FC Rapid Bucarest - FC Corvinul Hunedoara - AS Victoria Bucarest - Promu de Divizia B - Politehnica Timișoara - Universitatea Cluj - Promu de Divizia B |

## Compétition

### Classement
Le classement est établi en utilisant le barème suivant :
- Victoire : 2 points
- Match nul : 1 point
- Défaite, forfait ou abandon : 0 point

| Rang | Équipe                      | Pts | J  | G  | N  | P  | Bp | Bc | Diff |
| ---- | --------------------------- | --- | -- | -- | -- | -- | -- | -- | ---- |
| 1    | Steaua Bucarest (T)         | 57  | 34 | 26 | 5  | 3  | 79 | 25 | +54  |
| 2    | Sportul Studențesc Bucarest | 48  | 34 | 19 | 10 | 5  | 87 | 41 | +46  |
| 3    | Universitatea Craiova       | 46  | 34 | 20 | 6  | 8  | 65 | 36 | +29  |
| 4    | Dinamo Bucarest (C)         | 46  | 34 | 20 | 6  | 8  | 49 | 27 | +22  |
| 5    | FC Corvinul Hunedoara       | 37  | 34 | 17 | 3  | 14 | 84 | 50 | +34  |
| 6    | FC Argeș Pitești            | 36  | 34 | 14 | 8  | 12 | 39 | 41 | -2   |
| 7    | Universitatea Cluj (P)      | 33  | 34 | 14 | 5  | 15 | 51 | 52 | -1   |
| 8    | FC Rapid Bucarest           | 33  | 34 | 14 | 5  | 15 | 41 | 56 | -15  |
| 9    | FC Petrolul Ploiești (P)    | 31  | 34 | 11 | 9  | 14 | 34 | 41 | -7   |
| 10   | SC Bacău                    | 30  | 34 | 14 | 2  | 18 | 45 | 50 | -5   |
| 11   | FC Brașov                   | 30  | 34 | 11 | 8  | 15 | 35 | 58 | -23  |
| 12   | AS Victoria Bucarest (P)    | 29  | 34 | 9  | 11 | 14 | 36 | 47 | -11  |
| 13   | FC Olt Scornicești          | 29  | 34 | 11 | 7  | 16 | 42 | 57 | -15  |
| 14   | Chimia Râmnicu Vâlcea       | 29  | 34 | 12 | 5  | 17 | 36 | 53 | -17  |
| 15   | FC Gloria Buzău             | 28  | 34 | 10 | 8  | 16 | 45 | 61 | -16  |
| 16   | Politehnica Timișoara       | 27  | 34 | 11 | 5  | 18 | 48 | 56 | -8   |
| 17   | ASA Târgu Mureș             | 26  | 34 | 10 | 6  | 18 | 30 | 50 | -20  |
| 18   | FC Bihor Oradea             | 17  | 34 | 5  | 7  | 22 | 26 | 71 | -45  |

|  | Qualifié pour la Coupe des clubs champions 1986-1987 |
|  | Qualifié pour la Coupe des Coupes 1986-1987          |
|  | Qualifié pour la Coupe UEFA 1986-1987                |
|  | Relégation en Divizia B                              |

## Bilan de la saison
| Tableau d'Honneur                   |                 |
| Compétition                         | Vainqueur       |
| Championnat de Roumanie de football | Steaua Bucarest |
| Coupe de Roumanie de football       | Dinamo Bucarest |

| Qualifications européennes          |                                                   |
| Compétition                         | Qualifié                                          |
| Coupe des clubs champions 1986-1987 | Steaua Bucarest                                   |
| Coupe des Coupes 1986-1987          | Dinamo Bucarest                                   |
| Coupe UEFA 1986-1987                | Universitatea Craiova Sportul Studențesc Bucarest |

| Promotions et relégations |                                                       |
| Promus en Divizia A       | Oțelul Galați SC Jiul Petrosani Petrom Flacara Moreni |
| Relégués en Divizia B     | Politehnica Timișoara ASA Târgu Mureș FC Bihor Oradea |